# Імператор Сідзьо
Імператор Сідзьо́ (яп. 四条天皇, しじょうてんのう, сідзьо тенно; 17 березня 1231 — 10 лютого 1242) — 87-й Імператор Японії, синтоїстське божество. Роки правління: 26 жовтня 1232 — 10 лютого 1242.
Син імператора Ґо-Хорікави та Сунсі, доньки Кудзьо Мітііе. При народженні отримав ім'я принц Міцухіто, а невдовзі призначається спадкоємцем трону. 1231 року його батька зрікся імператорства, внаслідок чого принц став новим правителем. Його сессьо (регентом) стає Кудзьо Мітііе. 1234 року помирає Ґо-Хорікава.
Надалі імператорськими справами керували Кудзьо Мітііе й тесть Сайондзі Кінцуне. При цьому фактичне правління в державі здійснював сіккен Ходзьо Ясутокі при сьогуні Кудзьо Йоріцуне, що був стрийком імператора Сідзьо. Останній 1241 року відсвяткував гемпуку (церемонію повноліття) і загинув 1242 року внаслідок нещасного випадку — розсипав тальк у коридорах імператорського палацу, намагаючись повеселитися, змусивши впасти своїх близьких слуг і придворних, але випадково впав сам, спричинивши забій головного мозку. Імператором став його троюрідний брат — принц Куніхіто, що знаний як імператор Ґо-Саґа.